# Teocaltzingo
Teocaltzingo är en ort i Mexiko.   Den ligger i kommunen Zacualpan och delstaten Mexiko, i den södra delen av landet, 110 km sydväst om huvudstaden Mexico City. Teocaltzingo ligger 1 546 meter över havet och antalet invånare är 459.
Terrängen runt Teocaltzingo är huvudsakligen kuperad, men åt sydost är den bergig. Runt Teocaltzingo är det ganska glesbefolkat, med 50 invånare per kvadratkilometer. Närmaste större samhälle är Zacualpan, 9,3 km nordost om Teocaltzingo. Omgivningarna runt Teocaltzingo är en mosaik av jordbruksmark och naturlig växtlighet.